# Zespół przyrodniczo-krajobrazowy „Mogilno”
Zespół Przyrodniczo-Krajobrazowy „Mogilno” – zespół przyrodniczo-krajobrazowy ustanowiony Rozporządzeniem Nr 48/2001 Wojewody Łódzkiego z dnia 8 sierpnia 2001 roku (publikacja: Dziennik Urzędowy Województwa Łódzkiego Nr 162, poz. 2240).

## Charakterystyka
Obszar zespołu leży w województwie łódzkim w powiecie pabianickim na terenie gminy Dobroń. Nazwa pochodzi od najbliższych wsi: Mogilna Dużego i Mogilna Małego oraz leśnictwa Mogilno (nadleśnictwo Kolumna, RDPL w Łodzi), na którego terenie się znajduje. Zespół zlokalizowany jest w kompleksie leśnym Las Karolewski w oddziałach leśnych 7g, 98b, 99, 109a, b, c, d, 110 i 111 i zajmuje powierzchnię 68,53 ha.
Przedmiotem ochrony jest tu rozległa śródlądowa wydma eoliczna wraz z porastającym ją borem sosnowym pełniącym tu funkcję lasu glebochronnego.